# Tank (аркадная игра)
Tank — игровой автомат, работающий при опускании жетонов. Представляет собой простую аркадную игру для двух игроков. Выпущен 5 ноября 1974 года компанией Kee Games, дочерним предприятием Atari.

## Особенности
Tank — первый игровой автомат, использовавший для хранения графической информации ПЗУ, основным элементом которого была интегральная схема. Хотя Gran Trak 10, вышедший в июле 1974 года, и был первым игровым автоматом, использовавшим ПЗУ, его ПЗУ было более примитивно и работало на диодах.
Tank имел черно-белый экран и два комплекта управления: два двухпозиционных джойстика (вперед/назад и влево/вправо) и кнопку «Огонь!» для каждого из игроков. Игрок управлял своим танком, ездящим по лабиринту, и пытался уничтожить противника. В Tank II были добавлены мины, обозначенных крестиком, которые надо было объезжать.

## Популярность
Игра была очень популярна, и Kee Games выпустила несколько продолжений: Tank II (1974), Tank III (1975), Tank 8 (1976) и Ultra Tank (1978). Благодаря успеху компании её президент Джо Кинан  возглавил Atari, а сама корпорация получила большую прибыль.
В 1978 году Atari выпустила версию Tank под названием Combat для только вышедшей приставки Atari 2600.
Кроме того, существовало множество аналогов, созданных другими компаниями — например, Namco разработала достаточно известные в России Tank Battalion и Battle City.